# Липовка (Полесский район)
Липовка — посёлок в Полесском районе Калининградской области. До 2017 года входил в состав Тургеневского сельского поселения.

## География
Посёлок Липовка расположен на северо-западе области, на правобережье реки Славной, в 12 км к юго-западу от районного центра, города Полесска. Точно по западной границе населённого пункта проходит западная граница с соседним муниципальным образованием Гурьевский городской округ.

## История
Населённый пункт относится к исторической области древней Пруссии именем Самбия.
По итогам Второй Мировой войны населённый пункт Штенкен (нем. Stenken) передан в состав СССР. В 1946 году был переименован в поселок Липовка.

## Население
| 2002 | 2010 |
| ---- | ---- |
| 18   | ↗25  |